# Giovanni Lajolo
Giovanni Lajolo (Novara, 3 januari 1935) is een Italiaans geestelijke en kardinaal van de Rooms-Katholieke Kerk.
Lajolo studeerde aan het kleinseminarie in Novara en aan het Pauselijk Romeins Seminarie en het Gregorianum in Rome. Hij werd op 29 april 1960 priester gewijd. Hij vertrok hierop naar München, waar hij in 1965 aan de Universiteit van München promoveerde in het canoniek recht. Hierna studeerde hij aan de Pauselijke Ecclesiastische Academie, de diplomatenopleiding van de Heilige Stoel.
Lajolo trad in 1970 in dienst bij het staatssecretariaat van de Heilige Stoel. Tot 1974 werkte hij op de apostolische nuntiatuur in Bonn. Hierna was hij staflid van de Raad voor de Publieke Aangelegenheden van de Kerk. In die hoedanigheid was hij nauw betrokken bij de herziening van het concordaat tussen de Heilige Stoel en Italië.
Op 3 oktober 1988 werd Lajolo benoemd tot secretaris van de Administratie van het Patrimonium van de Heilige Stoel en tot titulair aartsbisschop van Caesariana; zijn bisschopswijding vond plaats op 6 januari 1989. Op 7 december 1995 werd hij benoemd tot nuntius in Duitsland. In 2003 werd hij secretaris voor de Relaties met Staten (minister van Buitenlandse Zaken van het Vaticaan). Op 22 juni 2006 volgde zijn benoeming tot president van de Pauselijke Commissie voor de Staat Vaticaanstad en dus tot feitelijk leider van de wetgevende macht van Vaticaanstad.
Lajolo werd tijdens het consistorie van 24 november 2007 kardinaal gecreëerd. Hij kreeg de rang van kardinaal-diaken. Zijn titeldiakonie werd de Santa Maria Liberatrice a Monte Testaccio. Lajolo nam deel aan het conclaaf van 2013.
Lajolo ging op 1 oktober 2011 met emeritaat.
Op 3 januari 2015 verloor Lajolo - in verband met het bereiken van de 80-jarige leeftijd - het recht om deel te nemen aan een toekomstig conclaaf.
Op 19 mei 2018 werd Lajolo bevorderd tot kardinaal-priester. Zijn titeldiakonie werd tevens zijn titelkerk pro hac vice.
- Bibliothèque nationale de France: cb17036319f (data)
- Gemeinsame Normdatei: 121109178
- International Standard Name Identifier: 0000 0004 5958 2543
- Library of Congress Control Number: n2006208758
- Nationale Bibliotheek van Polen: a0000003177106
- Nederlandse Thesaurus van Auteursnamen: 298470969
- Istituto Centrale per il Catalogo Unico: SBLV046885
- Système universitaire de documentation: 103810048
- Virtual International Authority File: 37765276
- WorldCat: E39PBJvHbGJyYmTJbYWMHQPqQq